# 山口県道233号美祢菊川線
山口県道233号美祢菊川線（やまぐちけんどう233ごう みねきくがわせん）は、山口県美祢市から下関市に至る一般県道である。

## 概要
美祢市東厚保町川東から下関市菊川町大字上岡枝に至る。

### 路線データ
- 起点：美祢市東厚保町川東（山口県道33号下関美祢線交点）
- 終点：下関市菊川町大字上岡枝（上岡枝交差点国道491号・山口県道34号下関長門線交点）

## 路線状況

### 重複区間
- 山口県道65号山陽豊田線（美祢市西厚保町原）
- 山口県道266号日野吉田線（下関市菊川町大字道市）

### 道路施設

#### 橋梁
- 船津橋（木屋川、下関市）

## 地理

### 通過する自治体
- 山口県
  - 美祢市 - 下関市

### 交差する道路
| 交差する道路                         | 市町村名 | 交差する場所     | 交差する場所        |
| ------------------------------------ | -------- | ---------------- | ------------------- |
| 山口県道33号下関美祢線               | 美祢市   | 東厚保町川東     | 起点                |
| 山口県道235号豊田前東厚保線          | 美祢市   | 東厚保町川東     |                     |
| 山口県道65号山陽豊田線 重複区間起点  | 美祢市   | 西厚保町原       |                     |
| 山口県道65号山陽豊田線 重複区間終点  | 美祢市   | 西厚保町原       |                     |
| 山口県道266号日野吉田線 重複区間起点 | 下関市   | 菊川町大字道市   |                     |
| 山口県道266号日野吉田線 重複区間終点 | 下関市   | 菊川町大字道市   |                     |
| 国道491号 山口県道34号下関長門線     | 下関市   | 菊川町大字上岡枝 | 上岡枝交差点 / 終点 |

### 沿線
- JR西日本美祢線 四郎ヶ原駅
- 下関市立菊川図書館
- 温泉華陽
- 道の駅きくがわ